# Alfa Romeo 20/30 HP
A.L.F.A 20/30 HP — автомобиль производства компании A.L.F.A (Anomma Lombardo Fabrica Avtomobile, в настоящее время Alfa Romeo). Было сделано три машины 20/30 HP: 4-цилиндровый 4-6-местный турер 1910 года, улучшенная версия 20/30 HP E 1914 года и 4-местный спорткар 20/30 HP ES Sport 1921 года.
The A.L.F.A 20-30 HP был почти идентичен 24 HP 1910 г. и мог называться HP 24 Series E. Двигатель был такой же, как и у 24 HP но распредвал с боковой цепью, для уменьшения шума. Максимальная мощность увеличена до 49 л. с., 2400 об/мин, максимальная скорость 115 км/ч. Машина была доступна с двумя типами кузова: Berlina и Фаэтон.
С началом Первой мировой войны, 3 августа 1914 г., Италия объявила себя нейтральной, и заводы A.L.F.A. не были напрямую затронуты войной или военным производством. Между 1914 и 1915 гг. были выпущены 285 моделей 20-30 HP. В 1915 г. были сделаны 95 каркасов для 20-30 HP, но закончены только в 1920 г.

## 20-30 ES Sport
Alfa Romeo Torpedo 20/30 HP это первая машина под брендом Alfa Romeo, взамен старого бренда A.L.F.A. 20/30 HP имел рядный четырёхцилиндровый двигатель с боковым клапаном 4250 куб. см. 67 л. с. Обладая высокой ценой, в три раза большей, чем у Ford Model T, что было значительно сразу после войны, машина предназначалась для высшего класса.
ES Sport была сделана на основе модели 1914 20/30 E. Буква «S» была добавлена, чтобы подчеркнуть спортивность машины. Она имела электрические фонари и стартер. Шасси было укорочено, в сравнении с предыдущей моделью E. Феррари Энцо начал свою гоночную карьеру на a 20/30 ES, в команде с Антонио Аскари и Уго Сивоччи. Высокая цена была одной из причин производства всего 124 машин.
- Двигатель: рядный, 4-цилиндровый
- Рабочий объем: 4250 куб. см.
- Мощность: 67 л. с. при 2600 об/мин
- Максимальная скорость: 130 км/ч